# Оксид-хлорид гольмия(III)
Оксид-хлорид гольмия(III) — неорганическое соединение, 
оксосоль гольмия и соляной кислоты с формулой HoOCl,
кристаллы.

## Получение
- Разложение кристаллогидрата хлорида гольмия(III) при нагревании:

{\displaystyle {\mathsf {HoCl_{3}\cdot 6H_{2}O\ {\xrightarrow {360-510^{o}C}}\ HoOCl+2HCl+5H_{2}O}}}

## Физические свойства
Оксид-хлорид гольмия(III) образует кристаллы
тетрагональной сингонии,
пространственная группа P 4/nmm.